# Strefa Brillouina

Przykład wyznaczania strefy Brillouina sieci trójkątnej oraz kwadratowej

Pierwsza strefa Brillouina – komórka Wignera-Seitza w sieci odwrotnej struktury krystalicznej (w przestrzeni pędów).
Pierwszą strefę Brillouina otrzymuje się w następujący sposób. Wybiera się początek układu (w węźle sieci odwrotnej). Kreśli się wszystkie wektory tej sieci, które skierowane są z początku układu do sąsiednich węzłów. Strefa Brillouina stanowi najmniejszą przestrzeń ograniczoną przez płaszczyzny prostopadłe do wszystkich tych wektorów i przecinające je w połowie.